# ビジネス会計科
ビジネス会計科（ビジネスかいけいか）は、商業高校において簿記を中心に学ぶ学科である。簿記の授業の他にも情報処理やビジネス基礎、普通科目も指導要領に含まれる。

## 指導方針
埼玉県立所沢商業高等学校による説明

## ビジネス会計科が設置されている主な高等学校
- 山形県立酒田光陵高等学校[2]
- 埼玉県立所沢商業高等学校[1]
- 埼玉県立羽生実業高等学校[3]
- 岐阜県立益田清風高等学校[4]
- 広島県立尾道商業高等学校[5]
- 鹿児島県立川薩清修館高等学校[6]